# 벨라루스 통화 및 증권거래소
벨라루스 통화 및 증권거래소(BCSE, 벨라루스어: Беларуская валютна-фондавая біржа, 러시아어: Белорусская валютно-фондовая биржа)는 벨라루스 민스크에 소재한 증권거래소이다. 1998년 7월 20일에 설립되었다.